# Кус, Давор
Давор Кус (хорв. Davor Kus; родился 21 июля 1978 года в Риеке) — хорватский профессиональный баскетболист, выступающий за клуб «Шкрлево». Играет на позициях разыгрывающего и атакующего защитника. Игрок национальной сборной Хорватии.

## Клубная карьера
Баскетбольная карьера Давора Куса началась в скромном клубе «Сусак» в сезоне 1995/1996. Со следующего сезона он уже выступал за клуб «Кварнер» из Риеки. К 1999 году Кус был основным разыгрывающим команды, в сезоне 1998/1999 стал лидером хорватского чемпионата по передачам в среднем за игру (4,4), а в 2000 году был впервые приглашён для участия в матче всех звёзд хорватской лиги. Свой последний сезон в Риеке Кус закончил с показателями 16,6 очков и 6,5 передач в среднем за игру.
В 2000 году Кус перешёл в загребскую «Цибону», с которой за четыре сезона выиграл три чемпионских титула и два Кубка Хорватии. Сезон 2004/2005 хорват провёл в афинском АЕКе, после чего вернулся в «Цибону» и отыграл за этот клуб ещё два сезона, выиграв ещё два чемпионата Хорватии. Летом 2007 года Кус досрочно расторг контракт с «Цибоной» и подписал соглашение на два года с испанской «Уникахой». В Малаге Кус провёл один сезон, за который провёл 34 игры в чемпионате Испании, набирая в среднем по 8,7 очка, 1,1 подбора и 1,7 передачи. В августе 2008 года игрок вернулся в «Цибону» на правах аренды и вновь стал чемпионом и обладателем Кубка Хорватии.
Став свободным агентом, летом 2009 года Кус подписал двухлетний контракт с итальянским «Бенеттоном». В сезоне 2009/2010 он набирал в среднем за игру итальянской Серии А 11,7 очка и 2,8 передачи. Летом 2010 года, за год до завершения контракта с «Бенеттоном», Кус покинул итальянскую команду и в октябре подписал контракт с испанской «Фуэнлабрадой». В среднем за игру чемпионата Испании в сезоне 2010/2011 хорват набирал 8,2 очка и делал 2 передачи. В ноябре 2011 года Кус вернулся в «Цибону» и помог команде выиграть чемпионат Хорватии в сезоне 2011/2012.
В июне 2015 года объявил о завершении карьеры, но в через несколько месяцев пополнил состав скромного клуба «Шкрлево».

## Сборная
В 1998 году Кус выступал за молодёжную сборную Хорватии на чемпионате Европы среди юношей до 22 лет. В составе национальной сборной он играл на чемпионатах Европы 2007 и 2009 годов, летних Олимпийских играх 2008 года и чемпионате мира 2010 года.

## Достижения
- Чемпион Хорватии (7): 2001, 2002, 2004, 2006, 2007, 2009, 2012
- Обладатель Кубка Хорватии (4): 2001, 2002, 2009, 2013
- Обладатель Суперкубка Хорватии: 2012
- Участник матча всех звёзд хорватской лиги (2): 2000, 2002
- Лидер сезона хорватской лиги по передачам: 1999